# Bieg na 110 metrów przez płotki

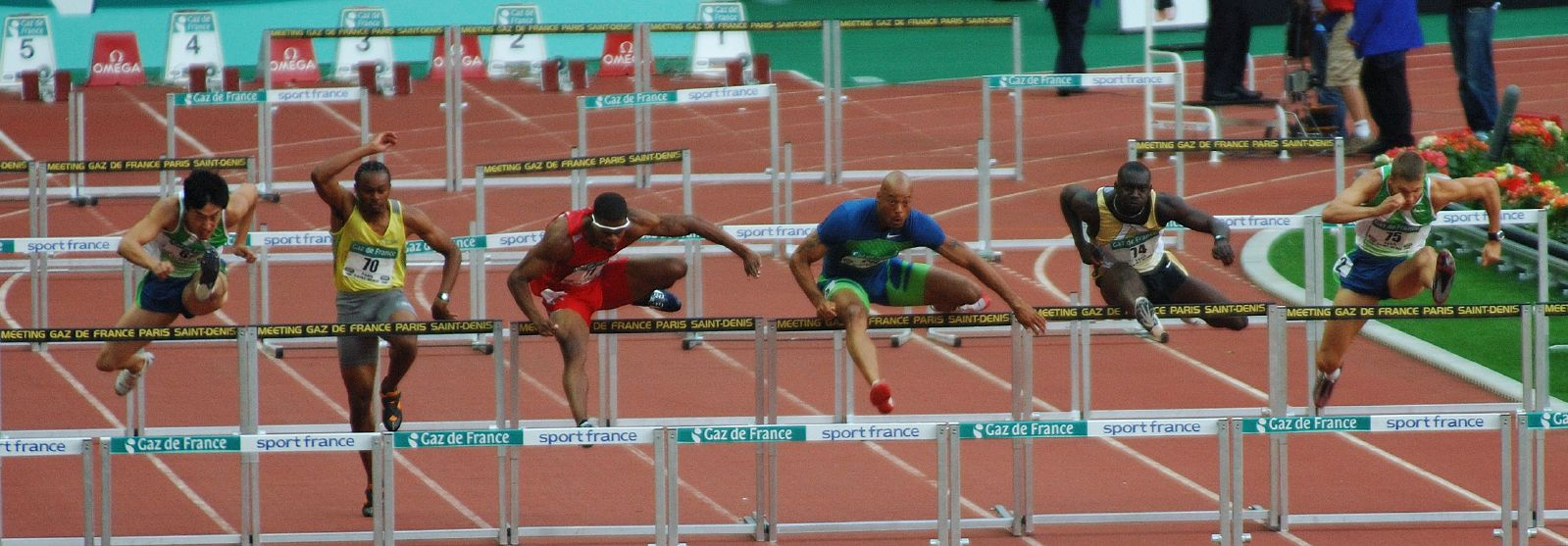
Bieg na 110 m przez płotki, Paryż 2006

Bieg na 110 metrów przez płotki – jedna z biegowych konkurencji lekkoatletycznych, najkrótszy dystans płotkarski dla mężczyzn na otwartym stadionie (kobiety biegają dystans 100 metrów).
Zawodnicy muszą w jak najkrótszym czasie przebiec 110 m, pokonując po drodze dziesięć płotków o wysokości 106,7 cm. Pierwszy płotek znajduje się 13,72 m od startu, kolejne są rozstawione co 9,14 m, a od ostatniego płotka do mety dzieli ich 14,02 m.
Konkurencja ta pojawiła się już na pierwszych igrzyskach olimpijskich w 1896.
Reprezentanci Polski sięgali dotąd jedynie po medale mistrzostw Europy (bracia Leszek i Mirosław Wodzyńscy, Jan Pusty, Artur Kohutek), duże międzynarodowe sukcesy odnosi także Artur Noga – w kategorii juniorów mistrz świata i Europy; piąty zawodnik igrzysk olimpijskich w Pekinie.

## Najlepsi zawodnicy wszech czasów
Poniższa tabela przedstawia listę najszybszych płotkarzy w historii tej konkurencji (stan na 3 maja 2025).
zobacz więcej na stronie World Athletics

## Medaliści
- medaliści igrzysk olimpijskich

## Polscy finaliści olimpijscy
- 5. Jan Pusty 13,68 1980
- 5. Artur Noga 13,36 2008
- 6. Leszek Wodzyński 13,72 1972

## Polscy finaliści mistrzostw świata
- DNS Artur Kohutek 1997
- 4. Damian Czykier, 13,32 -2022(Eugene, USA)

## Polacy w dziesiątkach światowych tabel rocznych
- 1972 – 7. Leszek Wodzyński, 13,72 (pomiar ręczny – 9-10., 13,4)
- 1972 – 8. Adam Galant, 13,75 (pr. – 9-10., 13,4)
- 1973 – 8. Mirosław Wodzyński, 13,67
- 1974 – 4. Mirosław Wodzyński, 13,58
- 1974 – 8. Leszek Wodzyński, 13,64
- 1975 – 8. Mirosław Wodzyński, 13,55
- 1977 – 5. Jan Pusty, 13,53
- 1978 – 9. Jan Pusty, 13,55

## Polacy w rankinguTrack & Field News
- 1972: 7. Leszek Wodzyński
- 1973: 5. Mirosław Wodzyński
- 1974: 3. Mirosław Wodzyński
- 1974: 4. Leszek Wodzyński
- 1975: 10. Mirosław Wodzyński
- 1977: 5. Jan Pusty